# Heartbreak Ridge
Heartbreak Ridge (br: O Destemido Senhor da Guerra / pt: O Sargento de Ferro) é um filme de 1986 estrelando Clint Eastwood (que também dirigiu e produziu) e Mario Van Peebles. Conta a Invasão de Granada em 1983 pelo presidente dos Estados Unidos Ronald Reagan.

## Elenco
- Clint Eastwood...Sargento Artilheiro Thomas "Gunny" Highway
- Mario Van Peebles...Cabo "Stitch" Jones
- Everett McGill...Major Malcolm A. Powers
- Marsha Mason...Aggie
- Boyd Gaines...Tenente Ring
- Moses Gunn...Sargento Webster
- Peter Koch...Swede Johanson
- Arlen Dean Snyder...Primeiro Sargento Choozoo
- Tom Villard...Profile
- Bo Svenson...Roy Jennings

## Sinopse
O Sargento-artilheiro Thomas Highway é um fuzileiro "durão" da Marinha dos Estados Unidos (Marine), veterano altamente condecorado das Guerras da Coréia e do Vietnã. Próximo de se aposentar ele consegue retornar à sua antiga base (de onde tinha sido expulso após agredir um oficial) e reencontra seu amigo igualmente veterano Sargento Choozoo. Sua ex-mulher trabalha num bar próximo e Highway tenta reatar com ela. Mas sua vida não será fácil, pois a base agora é comandada por oficiais burocráticos e inexperientes e os recrutas que deverá treinar são totalmente indisciplinados. Na parte final da história, Highway e seus homens irão mostrar o que aprenderam, numa situação beligerante real: a invasão americana da Ilha de Granada, ocorrida em 1983.